# Domačnja vas
Domačnja vas (nemško Matzendorf) (narečno slovensko Mačja ves: )), je naselje v občini Štalenska gora v okraju Celovec-dežela na Koroškem v Avstriji.

## Geografska umeščenost v prostor
Domačnja vas se nahaja ob glavni cesti med Celovcem in Mostičem vzhodno od Šenttomaža in zahodno od Vasje vasi na robu vzpetine na severnem robu osrednjega Celovškega polja. 

## Zgodovina
V nasprotju z Vasjo vasjo, ki je nastala iz gospostva, je bila Domačnja vas verjetno prvotno koseško naselje. V 14. stoletju (vsi starejši dokumenti omenjajo Domačnjo vas pri Milju (Milštatu)!).   Naselje nosi ime „Domaczendorf“ (Domačnja vas), ki izhaja iz slovenskega lastnega imena „domačen“. Gre torej za naselje domače skupnosti, družinske zveze. Družina kosezov, ki je tu živela in je bila sorodstveno povezana z družinama „Möderndorf“ in Partovčani, je v 14. stoletju celotno naselje prodala ali podarila različnim cerkvenim ustanovam.
Leta 1344 in 1348 je „Gelen, Geysels sun von Domaczendorf“ (Gelen, sin Geysla iz Domačnje vasi) prodal zemljišče cerkvi sv. Tomaža v Šenttomažu pri Celovcu (današnja pd. Lesiak (nem. Lessiak-Hube)). Leta 1376 sta Ulrich „aus dem Chrewssenpach“ (= Raggasaal am Zollfeld?) in njegova žena Margarethe prodala dve hubi v Domačnji vasi cerkvi v Gospe Sveti. To sta današnji domačiji oz. nekdanji hubi Germič (nem. Germitsch) in Janeš (nem. Janesch). Vendar se ta prodaja ni uresničila, saj so bile leta 1408 iste kmetije v okviru obletnice donacije ponovno podarjene kapitlju. V zameno naj bi vsako leto obhajali dva obletnici z osmimi duhovniki in peli mašo za duše darovalcev. Leta 1416 so se sorodniki ženske, ki je izvirala iz družine Möderndorferjev, ponovno strinjali z darom in postavili dodatne pogoje: Pred in po maši je bilo treba moliti ob grobu darovalcev pri žarni hiši na pokopališču v Gospe Sveti.
Leta 1500 je robina Mordaxovih iz Partovce šenttomaški cerkvi prodala gozd v Domačnji vasi. Poudarjeno je bilo, da so bile vse te nepremičnine v »svobodni lasti« (nem. freieigen). Vse vpletene rodbine (Merlin(g)ovi / Domačnje vaščani, Modrinjčani, Krebsenbacherjevi in Partovčani) (nem. Matzendorfer, Möderndorfer, Krebsenbacher, Portendorfer) so očitno pripadale koseškemu stanu , ki so se uspele povzpeti v plemstvo, vendar so v poznem srednjem veku izumrle.
Središče nekdanjega koseškega dvorca v Domačnji vasi je bil verjetno dvorec Merlin/g, ki prostorsko jasno izstopa od drugih, novejših posestev, ki so nastala z delitvijo dediščine.
Leta 1564 je bil „Lukas Mörl“ iz Domačnje vasi le podložnik sodnega izvršitelja (nem. Vogteiuntertan) gospode v Timenici in hkrati tudi njen izvršitelj (nem. Amtmann). V urbarju graščine Karlsberg iz leta 1629 je „Achatz Mörl“, ki je „pripadal cerkvi z obrestmi in davkom“, plačal le en goldinar in dva piščanca.  P.d. Merling je torej v poznem srednjem veku z darilom (?), ki ni dokumentirano, prišel k cerkvi v Timenici in je kot nekdanja koseževina plačeval gospodi v Timenici le  dajatve sodnega izvršitelja.
Do 19. stoletja je družina, ki je prebivala na posestvu, nosila priimek Herzog (slov. vojvoda), ki je tipično koseško ime. Ta priimek je imel tudi vojvodski kmet v Blažnji vasi.

### Koše
Posestvo p.d. Koše, ki je spadalo pod faro TImenica, je imelo vsaj v 18. stoletju krčmarske pravice. Okoli leta 1830 so v pivovarni, ki je pripadala gostilni, letno zvarili 600 veder (= približno 336 hektolitrov) kamnitega piva, za kar so potrebovali 1,5 tone pšenice in 7,5 tone ovsa. 
Ker je obsežno novo naselje v bližini Domačnji vasi zavajajoče dobilo ime Vasja vas, je Domačnja vas ostala majhno vaško naselje, ki ima danes kljub ugodni prometni legi precej manj prebivalcev kot v 19. stoletju.

## Cerkvena ureditev
Domačnja vas pripada dvojezični dekaniji Tinje, ki je bila do leta 1938 slovenska (razen Otmanj, ki so bile dvojezične, nemško-slovenske) ter je sedaj uradno dvojezična, medtem ko je župnija Šenttomaž pri Celovcu, kateri pripada Domačnja vas, uradno le še nemška. 

## Narečje
Nemščina je prisotna v obliki osrednje-koroškega nemškega narečja.
Zgodovinsko domače slovensko narečje je bila poljanščina Celovškega polja, kot je bilo zapisano v sosednji vasi Zapuže v doktorski disertaciji Katje Sturm-Schnabl leta 1973 ter terminološko opredeljeno kot takšno šele v okviru znanstveno raziskovalnega dela Bojana-Ilije Schnabla ob pripravah za Enciklopedije slovenske kulturne zgodovine na Koroškem (2010 oz.  2016). O postopni germanizaciji področja je zapisano pričevanje duhovnika Pavla Zablatnika v Enciklopediji slovenske kulturne zgodovine na Koroškem  za časa njegovega delovanja v sosednji župniji Otmanje med letoma 1971 in 1962. Zapisano je: »V pogovoru z avtorjem o njegovem delu v župniji Otmanje, ki je bila edina župnija v dekaniji Tinje, ki je bila v medvojnem obdobju vodena dvojezično v nemščini in slovenščini (druge so bile slovenske), po vojni pa je bila vodena v nemščini, je poročal, da so se mu starejše ženske v župniji pod varstvom zaupnosti spovedovale v slovenščini. Tudi to je izjemen pokazatelj jezikovno-sociološkega razvoja slovenščine v župniji in v politični občini Štalenska gora.« 

## Ledinska imena
Ledinska imena so bila na osnovi občinske zgodovine  občinski Štalenske gore Wilhelma Wadla znanstveno raziskovana za celotno Celovško polje v okviru znanstveno raziskovanega dela Enciklopedije slovenske kulturne zgodovine na Koroškem od Bojana-Ilija Schnabla. Važen uradni vir predstavlja tudi Franciscejski kataster, ki so objavljeni na spletu dežele Koroške. Zgodovinski fonetski zapisi predstavljajo slovensko narečno obliko, v kolikor so le-to uradniki češkega porekla razumeli. 
V Domačnji vasi v sledeča ledinska imena:
- Sechzigerberg (Na Tamnach (?))[12]) (sever)
- Matzendorfer Feld (Domačjevaško polje)[13] (jug)
- die Rut (Rute) (novo ime ceste na vasi je "Auf der Rut", izpeljano iz slovenskega ledinskega imena in njegove rabe tudi v nemščini.[14]

## Hišna imena
Wadl navaja sledeča hišna imena:
- p.d. Merling (> nem. Merlinghof);
- p.d. Lesiak, huba (> nem. Lessiak, Lessiakhube);
- p.d. Germič (> nem. Germitsch, Germitschhube);
- p.d. Janeš (nem. Janesch, Janeschhube);
- p.d. Koše (nem. Kosche).[15][16]

## Slovensko kulturno življenje
Začetek 20. stoletja je bila Domačnja vas (enako kot sosednje Zapuže) zajeta v kulturno življenje Slovenskega prosvetnega društva »Edinost Št. Tomaž«, ki je bilo ustanovljeno leta 1910 ter »Hranilnice in posojilnice Št. Tomaž«, ki je bila ustanovljena leta 1912/13 v Šenttomaža pri Celovcu.
Med koristnike domače slovenske zadružne posojilnice štejemo:
- p.d. Lesjak > (Anton Bašte pd. Lesjak ; Waste Tomaž p.d. Lesjak v Domačjivasi (sic !)) ;
- p.d. Koše (Kosche) > Koše (Ignaz Koller p.d. Kosche v Domačji vasi).[20][21]